# 카라 (토고)

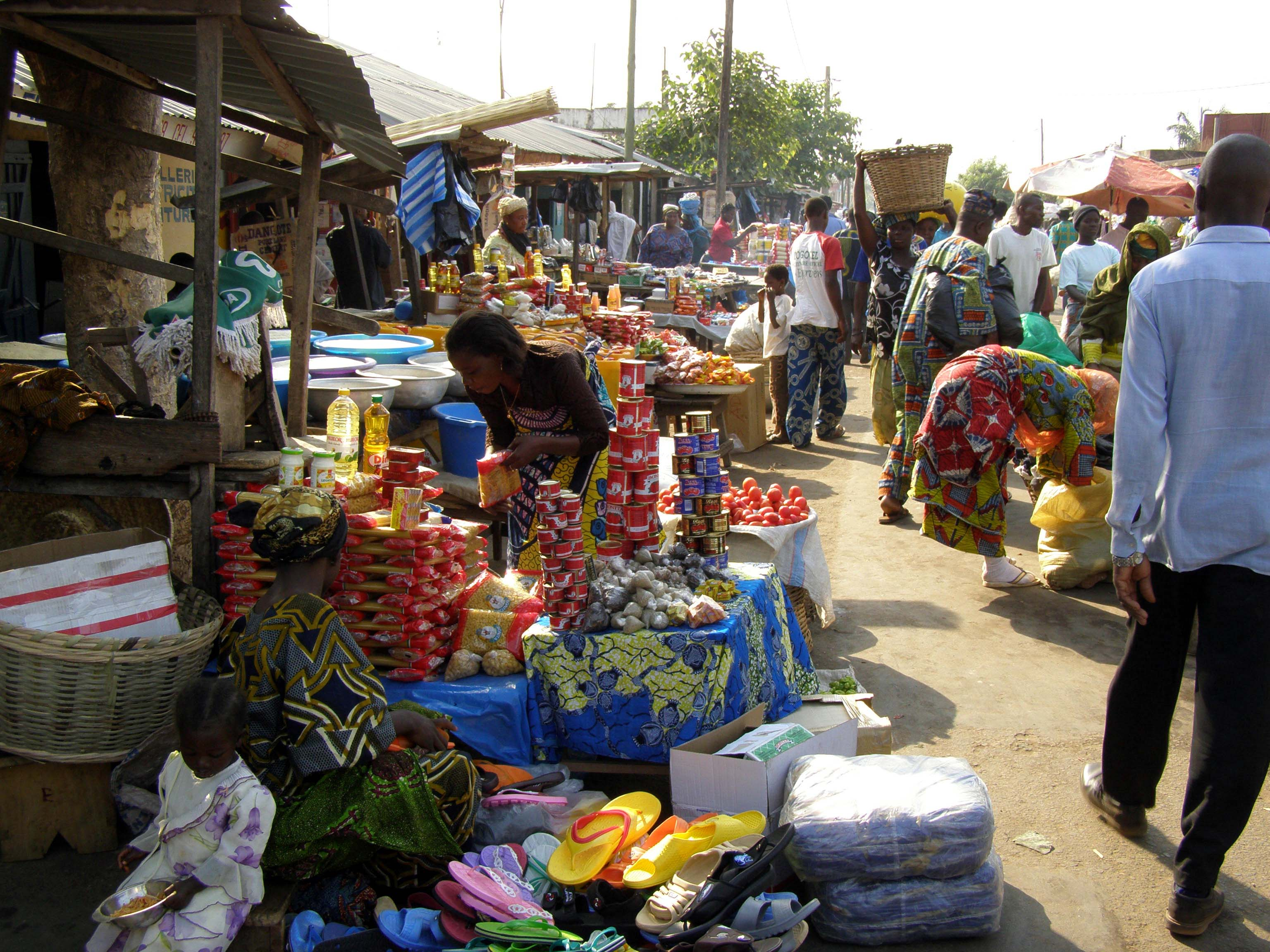
카라에 있는 시장 풍경

카라(Kara)는 토고의 도시로, 카라 주의 주도이며 인구는 109,287명이다. 토고 북부 지방의 중심 도시이며 수도 로메와 소코데 다음으로 토고에서 세 번째로 큰 도시이다. 수도 로메에서 북쪽으로 413km 정도 떨어진 곳에 위치하고 있으며 카라 주의 산업과 행정의 중심지 역할을 한다.
카라 인근 지역은 토고의 전직 대통령 냐싱베 에야데마가 태어난 곳이다.

## 경제
영세농업이 주 경제활동이다. 식량과 돈벌이작물 재배는 고용의 대부분을 차지하고 지역 GDP의 42% 정도를 차지한다. 커피와 코코아는 전통적으로 수출을 위한 대표적 돈벌이 작물이었지만 1990년대에 면화 재배가 급격히 늘어 1999년에는 173,000세제곱톤을 생산했다.
2001년 재앙적 흉작으로 113,000세제곱톤을 생산한 후 2002년에는 168,000세제곱톤으로 늘었다. 몇몇 지역 강수량이 부족함에도 불구하고 토고 정부는 옥수수, 카사바, 참마, 수수, 수크령, 땅콩 자급자족 목표를 달성했다. 중소규모 농장이 농작물 대부분을 수확하며 평균 농장 넓이는 1-3헥타르다.